# Ким Ёнук
Ким Ёнук (кор. 김영욱, англ. Young Uck Kim; род. 1 сентября 1947, Сеул) — корейско-американский скрипач.
Начал учиться игре на фортепиано в пятилетнем возрасте, через год перешёл на скрипку и ещё ребёнком дебютировал с Сеульским симфоническим оркестром. В возрасте 11 лет отправился в США, где продолжил образование в Кёртисовском институте под руководством Ивана Галамяна.
В 1963 году выступил как солист с Филадельфийским оркестром под управлением Юджина Орманди, получив широкий резонанс благодаря телевизионной трансляции, после этого гастролировал с оркестром по Южной Америке. В дальнейшем выступал с ведущими оркестрами США, Европы и Дальнего Востока. С 1979 года играл в составе фортепианного трио с Эмануэлем Аксом и Йо-Йо Ма.
Играл на скрипке Гварнери, затем перешёл на инструмент Антонио Страдивари 1716 года "Чессоле".